# Blocada Fâșiei Gaza

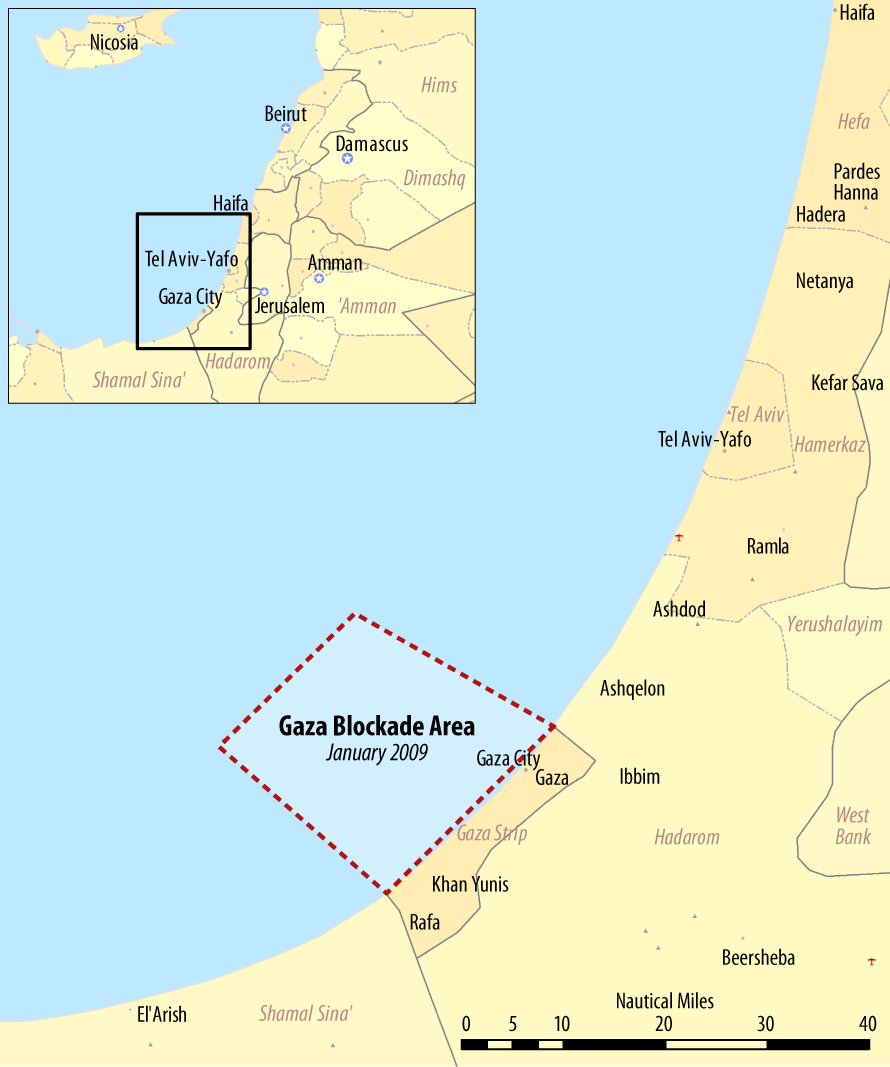
Harta blocadei Gaza.

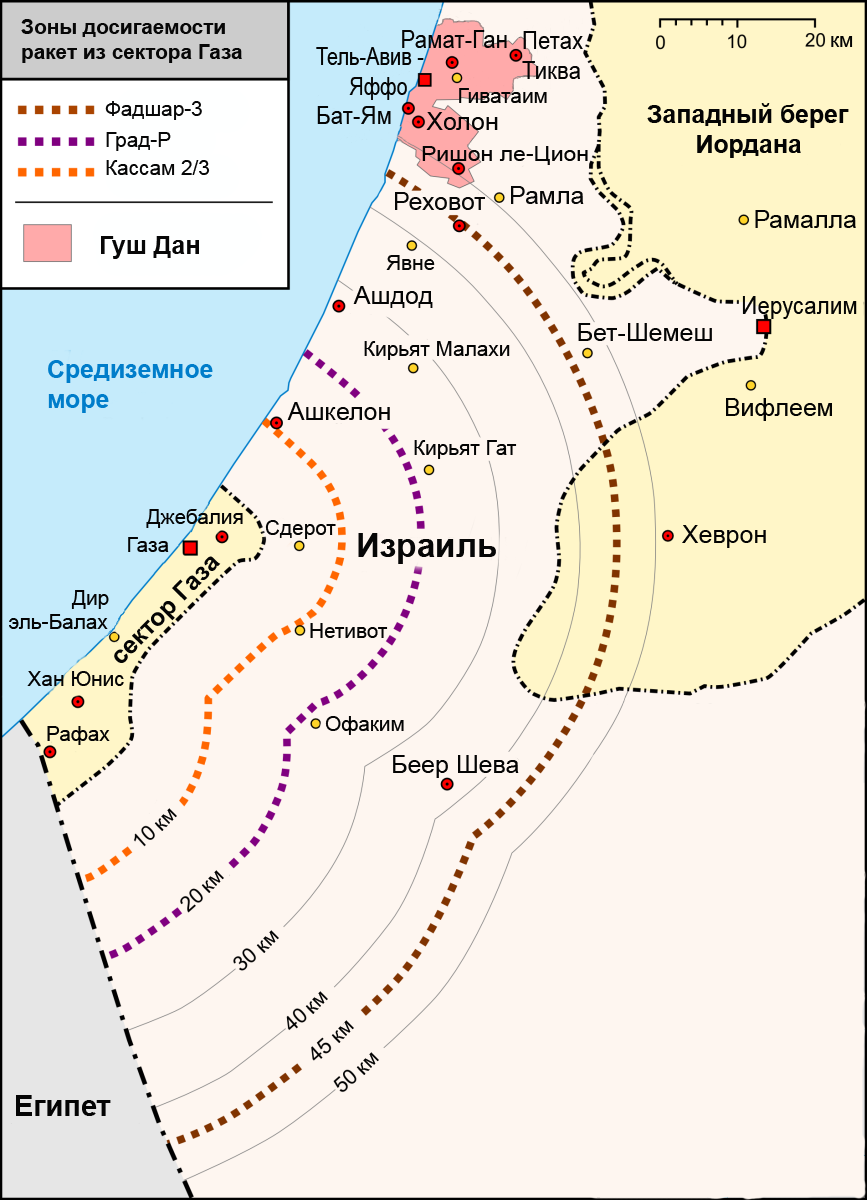
Izvoarele zonei de acces a Fâșiei Gaza în atacurile rachetelor (din 2009)

Fâșia Gaza a fost blocată de către Israel și Egipt din iunie 2007, când, după victoria din 2006 în alegerile legislative palestiniene, Hamas a preluat controlul asupra teritoriului palestinian în cursul bătăliei de la Gaza (2007) de la grupul palestinian rival Fatah. Au urmat imediat, în 2006-2007, sancțiuni economice împotriva Autorității Naționale Palestiniene în urma alegerilor pentru formarea guvernului palestinian. La 19 septembrie 2017 guvernul Israelului a limitat livrarea de electricitate și gaze naturale pentru Fâșia Gaza ca reacție de răspuns la un val de bombardament constant al rachetelor și mortarului de pe teritoriul israelian din Fâșia Gaza. Atacurile armate au crescut semnificativ după ce Israelul s-a retras din Fâșia Gaza în august 2005 și după ce a intrat în putere mișcarea islamistă Hamas în februarie 2007, iar în perioada ianuarie-septembrie 2007, 122 de israelieni au fost uciși și 2 răniți.
Blocada a fost criticată de Secretarul General al Națiunilor Unite, Ban Ki-moon, de Consiliul Națiunilor Unite pentru Drepturile Omului și alte organizații pentru drepturile omului. Blocada era susținută oficial de guvernul american, dar în iunie 2010,  secretarul de stat al SUA, Hillary Clinton, a numit situația din Gaza "inacceptabilă". Prim-ministrul Regatului Unit David Cameron, în timpul vizitei sale în Turcia din iulie 2010, a comparat locuitorii blocați în Fâșia Gaza cu „deținuții din penitenciare".

## Cronologia evenimentelor
- 18 ianuarie 2008 - după 53 de atacuri în perioada 1-18 ianuarie[9], „Israelul a interzis accesul transportului în Fâșia Gaza".[10]
- 20 ianuarie 2008 - minimalizarea cu 30% a furnizării energiei electrice în Fâșia Gaza.[11]
- 23 ianuarie 2008 - peretele de blocaj ce separa Fâșia Gaza și Egiptul a fost spart, mii de palestinieni au ieșit de pe teritoriul blocat în căutarea de bunuri necesare pentru existență.
- 03 februarie 2008 - armata egipteană a blocat trecerile peste hotarul cu Fâșia Gaza.[12]
- 22 iunie 2008 - Israelul a permis intrarea, cu acces limitat, a camioanelor cu produse alimentare și medicamente în Fâșia Gaza.
- 10 august 2008 - Sute de palestinieni cer Egiptului să deschidă frontiera.
- 23 august 2008 - reprezentanți internaționali ai drepturilor omului a aterizat pe coasta Fâșiei Gaza în solidaritate cu poporul palestinian și au protestat împotriva blocadei israeliene.[13]

## Reacții
Blocada a fost condamnată:
- Țările arabe[14],
- Rusia[15],
- Turcia[16],
- ONU[17],
- organizațiile internaționale pentru drepturile omului[18].

## Puncte de vedere

### Consiliul ONU pentru Drepturile Omului
Într-un articol  din 20 ianuarie 2008, publicat în New York Times, expertul independent al Consiliului ONU pentru Drepturile Omului, John Dugart, a acuzat Israelul de blocada Fâșiei Gaza, accentuând că e „o încălcare a dreptului internațional umanitar”. Declarațiile acestuia au fost contestate de Abraham Bell, profesor de drept, Facultatea de Drept a Universității din San Diego, California, invocând că dreptul internațional nu impune niciunei țări, inclusiv Israelului, ca frontiera unui stat cu statut independent, în care trăiește populația ostilă, să fie deschisă.